# Strangalia cantharidis
Strangalia cantharidis là một loài bọ cánh cứng trong họ Cerambycidae.